# Madagaszkári uralkodók házastársainak listája

A Madagaszkári Királyság címere

A madagaszkári uralkodók házastársainak listáját tartalmazza az alábbi táblázat 1810-től 1897-ig.

## Az egységesMadagaszkári Királyság

### Imerina-dinasztia, Antananarivo székhellyel, 1810–1897
| Képe | Neve                                                            | Apja | Születése        | Házassága | Királyi hitvessé válása (koronázása) | Királyi hitvesi terminus vége             | Halála                                    | Házastársa      |
| ---- | --------------------------------------------------------------- | --- | ---------------- | --- | --- | ----------------------------------------- | ----------------------------------------- | --------------- |
|      | Ramavo (Ranavalona) királyné                                    | Andriantszalamandzsaka imerinai herceg (Imerina-dinasztia)                                                                   | 1782 körül       | 1807 előtt | 1810. július 6. főfeleség | 1828. július 27. férje öngyilkossága      | 1861. augusztus 16.                       | I. Radama       |
| –    | Ramona királyné                                                 | Andriamary | ?                | ? | 1810. július 6. mellékfeleség | 1828. július 27. férje öngyilkossága      | ?                                         | I. Radama       |
| –    | Ravao királyné                                                  | Andriantsziahofa | ?                | ? | 1810. július 6. mellékfeleség | 1828. július 27. előtt válás              | 1847 megmérgezték                         | I. Radama       |
| –    | Raszalimo királyné                                              | Ramitraho Andriamatantiarivo, Anboina királya                                                                                | ?                | 1823. január első mellékfeleség | 1823. január első mellékfeleség | 1828. július 27. férje öngyilkossága      | 1866                                      | I. Radama       |
| –    | Andriamihadzsa a királynő férje                                 | ? (Tszimiambolahy család) | ?                | 1828, Antananarivo morganatikus (rangon aluli) házasság vezérőrnagy 1829 Madagaszkár első minisztere                                                                                             | 1828, Antananarivo morganatikus (rangon aluli) házasság vezérőrnagy 1829 Madagaszkár első minisztere                                                                                             | 1830. szeptember felesége meggyilkoltatja | 1830. szeptember felesége meggyilkoltatja | I. Ranavalona   |
| –    | Ravoninahitriniarivo (Rainihiaro) a királynő férje              | Andriantsilavonandriana (Tszimiambolahy család)                                                                              | ?                | 1833 morganatikus (rangon aluli) házasság tábornagy 1830–1832 Madagaszkár első minisztere 1832 Madagaszkár miniszterelnöke                                                                       | 1833 morganatikus (rangon aluli) házasság tábornagy 1830–1832 Madagaszkár első minisztere 1832 Madagaszkár miniszterelnöke                                                                       | 1852. október 18.                         | 1852. október 18.                         | I. Ranavalona   |
| –    | Rainidzsohari a királynő férje                                  | Rabefanonta (Tszimahafotszy család)                                                                                          | 1783             | 1852 morganatikus (rangon aluli) házasság tábornagy 1852 Madagaszkár miniszterelnöke | 1852 morganatikus (rangon aluli) házasság tábornagy 1852 Madagaszkár miniszterelnöke | 1861. augusztus 16. felesége halála       | 1881                                      | I. Ranavalona   |
|      | Rabodo(zanakandriana) (Rasoherina) királyné                     | Andriantszalamandriana madagaszkári herceg (Imerina-dinasztia)                                                               | 1814             | 1847 | 1861. augusztus 16. főfeleség 1862. szeptember 23. koronázása | 1863. május 12. férje meggyilkolása       | 1868. április 1.                          | II. Radama      |
|      | Ramoma (Ranavalona) királyné                                    | Razakaratrimo madagaszkári herceg (Imerina-dinasztia)                                                                        | 1829             | 1847 | 1861. augusztus 16. mellékfeleség | 1863. május 12. férje meggyilkolása       | 1883. július 30.                          | II. Radama      |
|      | Rainivoninahitriniony (Raharo) a királynő férje                 | Ravoninahitriniarivo (Rainihiaro) miniszterelnök, I. Ranavalona madagaszkári királynő harmadik férje (Tszimiambolahy család) | 1824             | 1863. szeptember, Antananarivo morganatikus (rangon aluli) házasság tábornagy 1862-től Madagaszkár miniszterelnöke 1864. július 14. öccse lemondatja a miniszterelnökségről és száműzetésbe megy | 1863. szeptember, Antananarivo morganatikus (rangon aluli) házasság tábornagy 1862-től Madagaszkár miniszterelnöke 1864. július 14. öccse lemondatja a miniszterelnökségről és száműzetésbe megy | 1864. július 14. válás                    | 1868. május 5.                            | I. Rasoherina   |
|      | Rainilaiarvony a királynő férje                                 | Ravoninahitriniarivo (Rainihiaro) miniszterelnök, I. Ranavalona madagaszkári királynő harmadik férje (Tszimiambolahy család) | 1828. január 30. | 1864, Antananarivo morganatikus (rangon aluli) házasság tábornagy 1864. július 14. Madagaszkár miniszterelnöke                                                                                   | 1864, Antananarivo morganatikus (rangon aluli) házasság tábornagy 1864. július 14. Madagaszkár miniszterelnöke                                                                                   | 1868. április 1. felesége halála          | 1896. július 17.                          | I. Rasoherina   |
|      | Rainilaiarvony újra (harmadik házassága) a királynő férje       | Ravoninahitriniarivo (Rainihiaro) miniszterelnök, I. Ranavalona madagaszkári királynő harmadik férje (Tszimiambolahy család) | 1828. január 30. | 1869. február 21., Antananarivo morganatikus (rangon aluli) házasság tábornagy Madagaszkár miniszterelnöke                                                                                       | 1869. február 21., Antananarivo morganatikus (rangon aluli) házasság tábornagy Madagaszkár miniszterelnöke                                                                                       | 1883. július 13. felesége halála          | 1896. július 17.                          | II. Ranavalona  |
|      | Rainilaiarvony harmadjára (negyedik házassága) a királynő férje | Ravoninahitriniarivo (Rainihiaro) miniszterelnök, I. Ranavalona madagaszkári királynő harmadik férje (Tszimiambolahy család) | 1828. január 30. | 1883. július 30. morganatikus (rangon aluli) házasság tábornagy Madagaszkár miniszterelnöke 1895. október 14. a franciák lemondatják a miniszterelnökségről és száműzetésbe kényszerítik         | 1883. július 30. morganatikus (rangon aluli) házasság tábornagy Madagaszkár miniszterelnöke 1895. október 14. a franciák lemondatják a miniszterelnökségről és száműzetésbe kényszerítik         | 1896. július 17.                          | 1896. július 17.                          | III. Ranavalona |
| Képe | Neve                                                            | Apja | Születése        | Házassága | Királyi hitvessé válása (koronázása) | Királyi hitvesi terminus vége             | Halála                                    | Házastársa      |